# Зиновьев, Кирилл Олегович
Кирилл Олегович Зиновьев (род. 3 ноября 1997, Прокопьевск, Кемеровская область) — российский хоккеист, нападающий.

## Биография
Воспитанник хоккейной школы новокузнецкого «Металлурга».
Карьеру начал в 2009 году в системе «Металлурга», до 2012 года играя в команде, принимающей участие в первенстве России по хоккею среди юниорских команд.
С 2012 году играл в клубе Молодежной хоккейной лиги «Кузнецкие медведи», в составе которого находился до 2018 года. Привлекался к играм «Металлурга» в КХЛ и ВХЛ. Наивысшим достижением является бронзовая медаль розыгрыша Кубка Харламова в сезоне 2016/17. В Молодежной хоккейной лиге в общей сложности сыграл 220 матчей, отметился 37 голами и 43 результативными передачами.
В 2013 году выступал за юниорскую сборную России.
В сезоне 2018/19 перешёл в клуб Высшей хоккейной лиги «Барс», в котором сыграл всего пять матчей, не набрав результативных очков.
В сезоне 2019/20 подписал контракт с выступающим в чемпионате Казахстана ХК «Алматы», в котором за 25 игр, проведенных в клубе, смог отметиться двумя результативными передачами.
С сезона 2020/21 играл в барнаульском клубе «Динамо-Алтай» в Первенстве ВХЛ. В составе команды дважды становился бронзовым призером розыгрыша Кубка Федерации.

## Достижения
Бронзовый призер розыгрыша Кубка Харламова — 2016/17 («Кузнецкие медведи»);
 Бронзовый призер розыгрыша Кубка Федерации — 2020/21, 2021/22 (оба — в составе «Динамо-Алтай»).

## Статистика
| Легенда | Легенда                    | Легенда | Легенда                   | Легенда | Легенда    |
| ------- | -------------------------- | ------- | ------------------------- | ------- | ---------- |
| И       | Количество проведённых игр | Штр     | Штрафное время            | +/−     | Плюс-минус |
| Г       | Голы                       | П       | Голевые передачи          | О       | Очки       |
| -       | Статистика неизвестна      | —       | Статистика не учитывалась |         |            |